# Peter Christian Schierbeck
Peter Christian Schierbeck, född den 31 mars 1835 i Köpenhamn, död den 8 oktober 1865 i Rom, var en dansk skulptör.
Schierbeck studerade vid akademien, varefter han 1863 begav sig till Rom. Bland de arbeten, som han hann utföra, märks marmorverket Badande gossar (konstmuseet i Köpenhamn) och statyn Vale (museet i Aalborg).